# Caleta kalawara
Caleta kalawara är en fjärilsart som beskrevs av Ribbe 1926. Caleta kalawara ingår i släktet Caleta och familjen juvelvingar. Inga underarter finns listade i Catalogue of Life.